# Beutlerpark

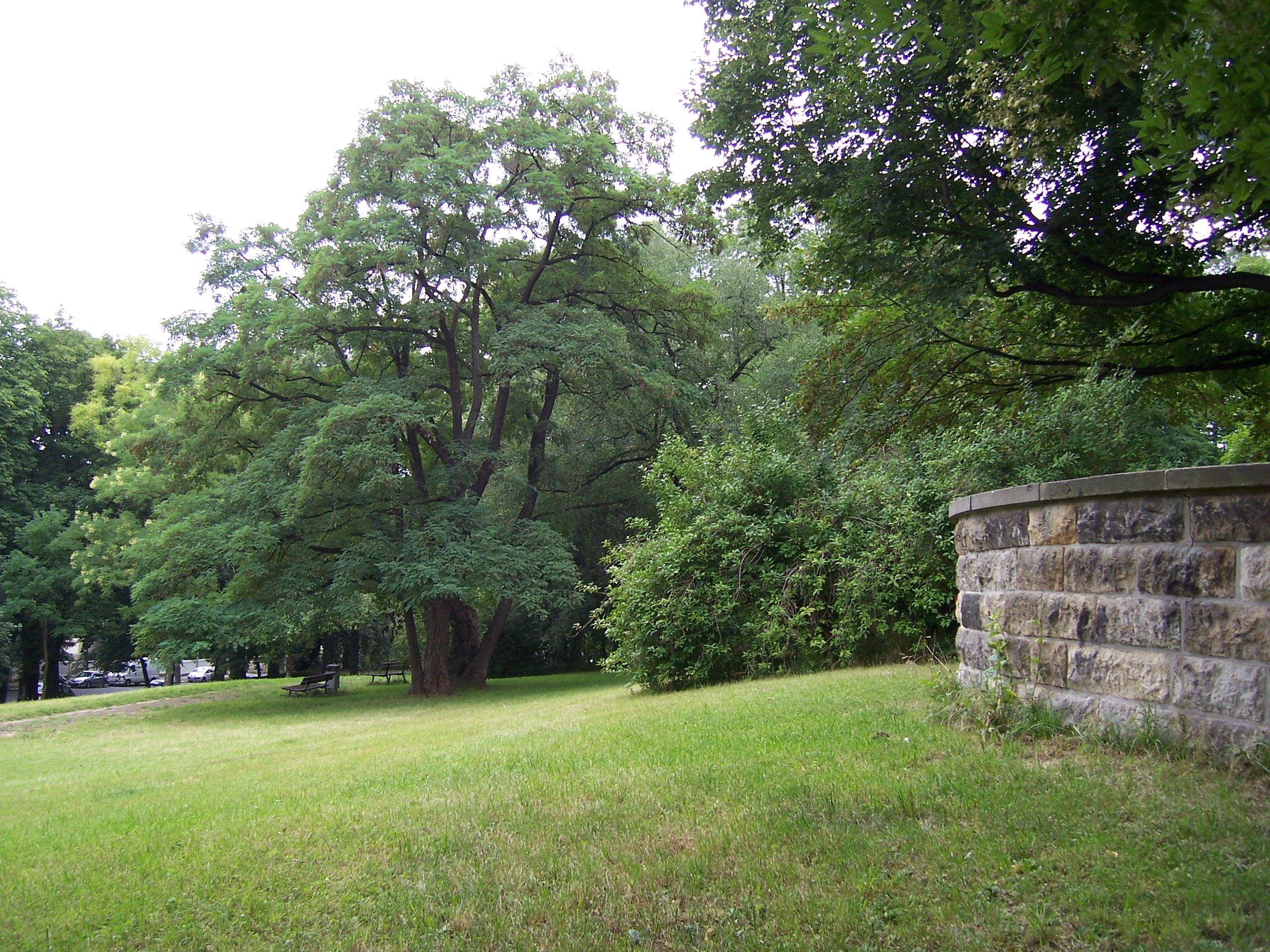
Blick über den westlichen Teil des Beutlerparks nach Norden

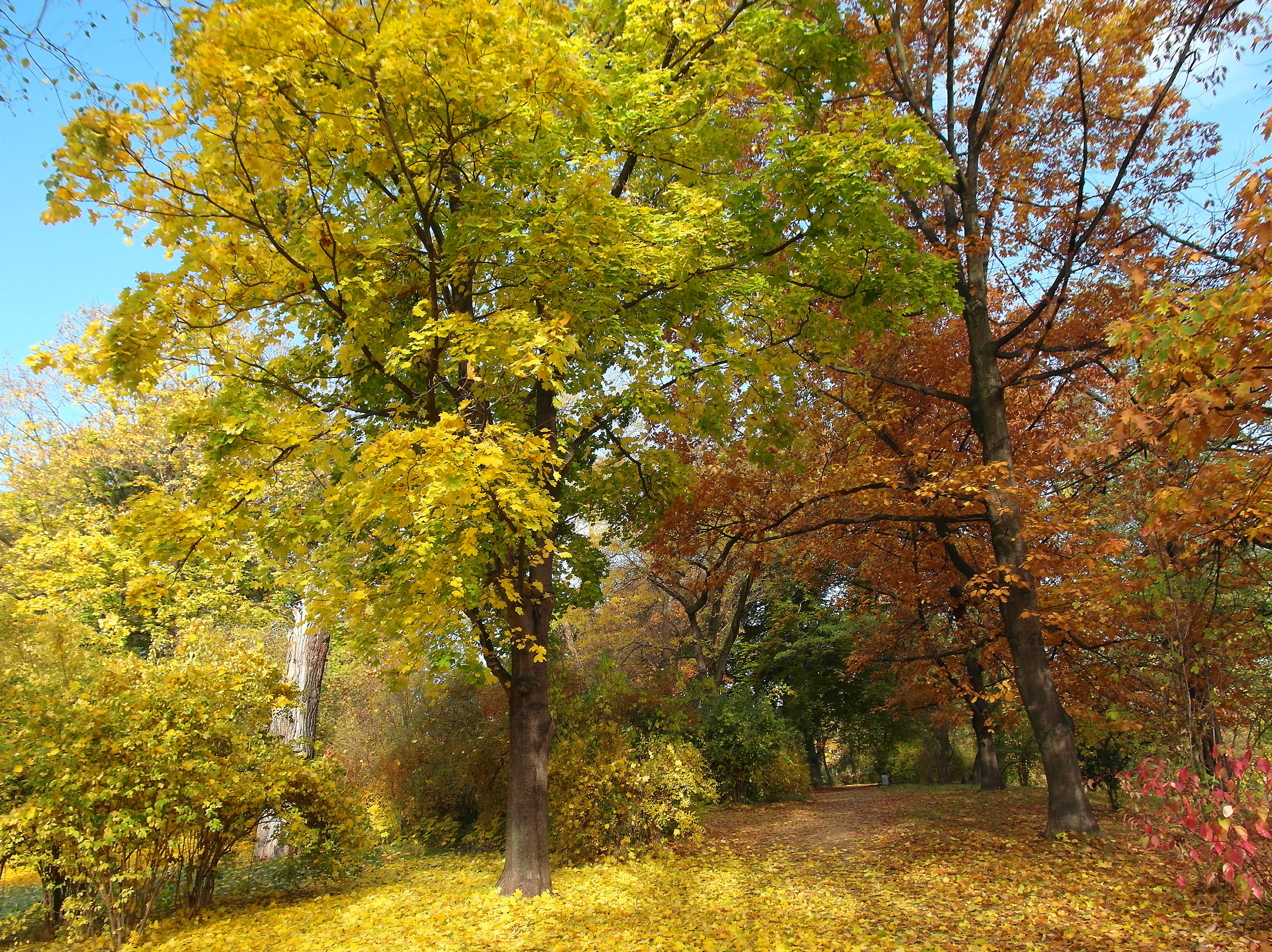
Beutlerpark

Der Beutlerpark ist ein denkmalgeschützter Park in der Dresdner Südvorstadt nordöstlich des Universitätscampus. Durch seine Lage am früheren Bornberg ist der Höhenunterschied auf dem etwa 2,5 Hektar großen Areal im Vergleich zu anderen Dresdner Stadtparks verhältnismäßig hoch.
Unter dem Dresdner Oberbürgermeister (1895–1915) Otto Beutler wurde das am Berg liegende Schanzenareal angekauft und im November 1913 als Schanzenpark für die Öffentlichkeit in Form eines Volksparks freigegeben. Nach Beutlers Tod im August 1926 erfolgte in Würdigung seiner Verdienste für die Stadt am 14. Oktober des Jahres die Umbenennung des Schanzenparks in Beutlerpark.

## Lage

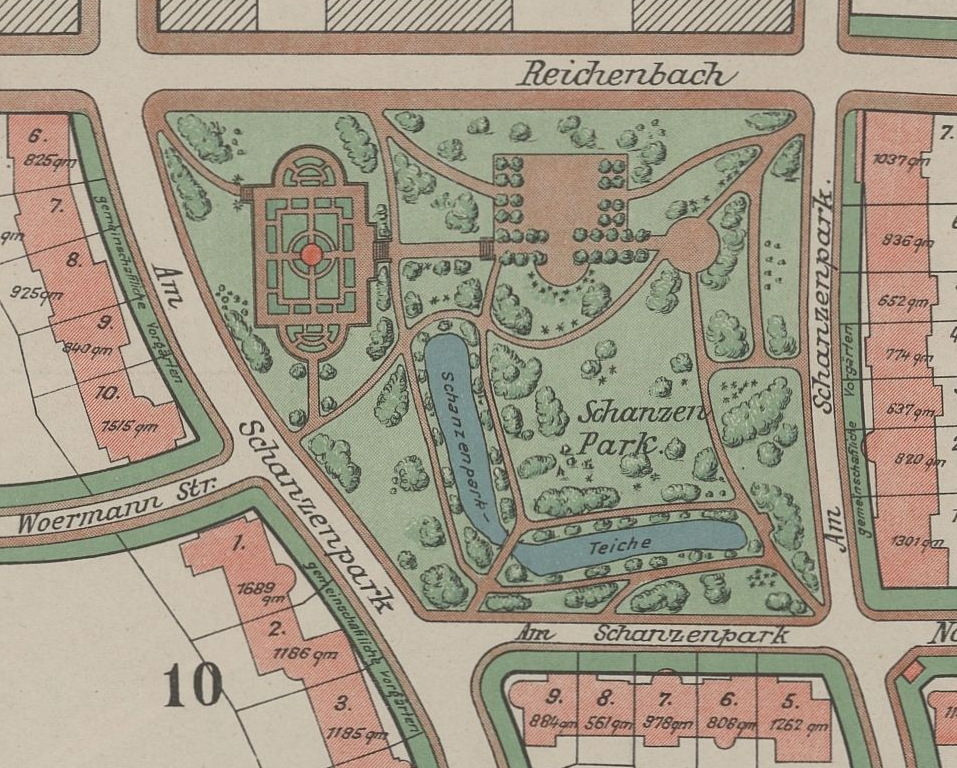
Karte des Schanzenparks um 1914, nicht eingenordet

Der Park befindet sich etwa 2,5 Kilometer südöstlich des in der Inneren Altstadt gelegenen historischen Dresdner Stadtzentrums. Er wird durch die Reichenbachstraße im Norden begrenzt, die zwischen der nach Süden führenden Bundesstraße 170 und der nach Südosten führenden S 172 verläuft. An den anderen drei Seiten verläuft die Straße Am Beutlerpark (1913–1926 Am Schanzenpark), an der mehrere, zum Teil denkmalgeschützte Villen sowie die vom Studentenwerk Dresden getragene Kindertagesstätte SpielWerk stehen. Im Park befindet sich ein kommunaler Spielplatz.
Das Gelände weist nach Nordwesten ein starkes Gefälle auf.

## Geschichte
Im Mittelalter lag nördlich des Bornbergs die 1315 urkundlich erwähnte und vor 1449 wüst gefallene Siedlung Boskau.

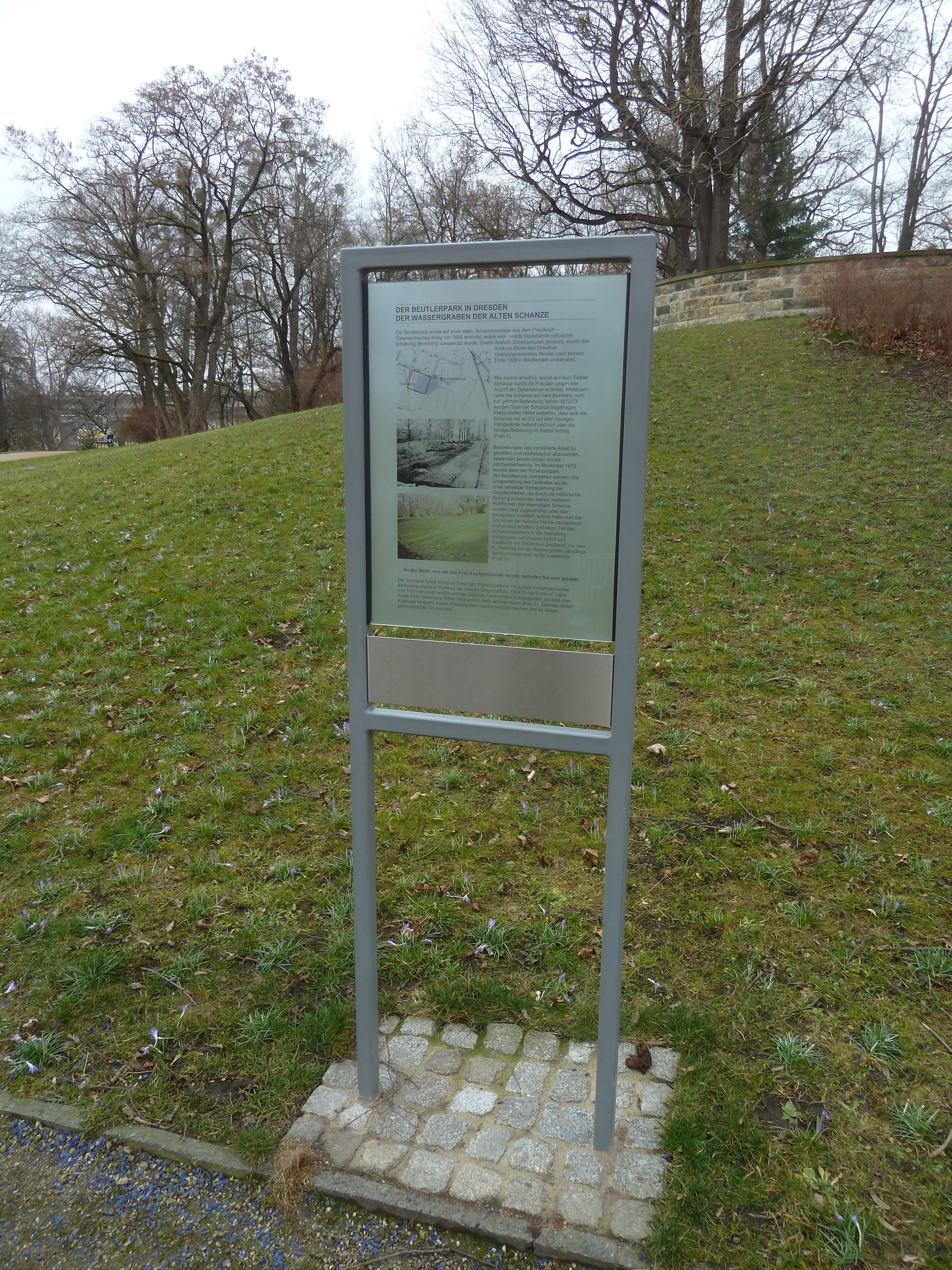
Krokusse und Informationstafel zur Geschichte des Beutlerparks

Während des Preußisch-Deutschen Kriegs im Jahr 1866 legten preußische Truppen um Dresden einen Schanzengürtel und bezogen dabei die Anhöhe des Bornbergs mit ein. Die Schanze, die sich zu zwei Dritteln über den heutigen Beutlerpark und zu einem Drittel über das östlich angrenzende Gebiet erstreckte, war allerdings von keiner großen militärischen Bedeutung. Nach dem Krieg begann die Bebauung rings um die Schanze und bereits Anfang der 1870er Jahre wurde ein Teil der Schanze wieder abgetragen. Zum Teil wurden auf der Schanze Gärten angelegt und Obstbäume gepflanzt.
Um die Jahrhundertwende gab es Pläne zu einer Gestaltung des verwilderten Schanzenareals, die Umsetzung ließ allerdings noch einige Jahre auf sich warten. In einem Bebauungsplan war das Areal 1910 als öffentliche Fläche festgesetzt worden und die Stadt verpflichtete sich 1912 zur Errichtung eines Volksparks, der im November 1913 eröffnet wurde. Er umfasste eine von Pfunds Molkerei betriebene Trinkhalle, Dresdens ersten Rosengarten (der Rosengarten am Neustädter Elbufer wurde erst zwei Jahrzehnte später angelegt) und einen mit Teichrosen bepflanzten Wassergraben.
Der aus einem Teil des Schanzengrabens gebildete Wassergraben fiel schon vor dem Zweiten Weltkrieg trocken. Bei einer größeren Umgestaltung in den Jahren 1954/1955 wurde er mit 5000 m³ Lehm und Trümmerschutt verfüllt, sodass dieser letzte Teil der Schanze aus dem Stadtbild verschwand. Ein halbes Jahrhundert später wurden violette Krokusse gepflanzt, die temporär die Lage des Wassergrabens andeuten. Den in den 1950er Jahren erwogenen Plan, den Park auf umliegenden Ruinengrundstücken um knapp 200 Meter nach Süden bis zum Zelleschen Weg auszudehnen, gab man wieder auf.
Der Beutlerpark steht seit 1974 als Natur- und Kulturdenkmal unter Schutz, seit 1994 ist er als Kulturdenkmal nach Sächsischem Denkmalschutzgesetz geschützt.
Nach der politischen Wende eröffnete in der vormaligen Trinkhalle das Café im Beutlerpark.

## Flora

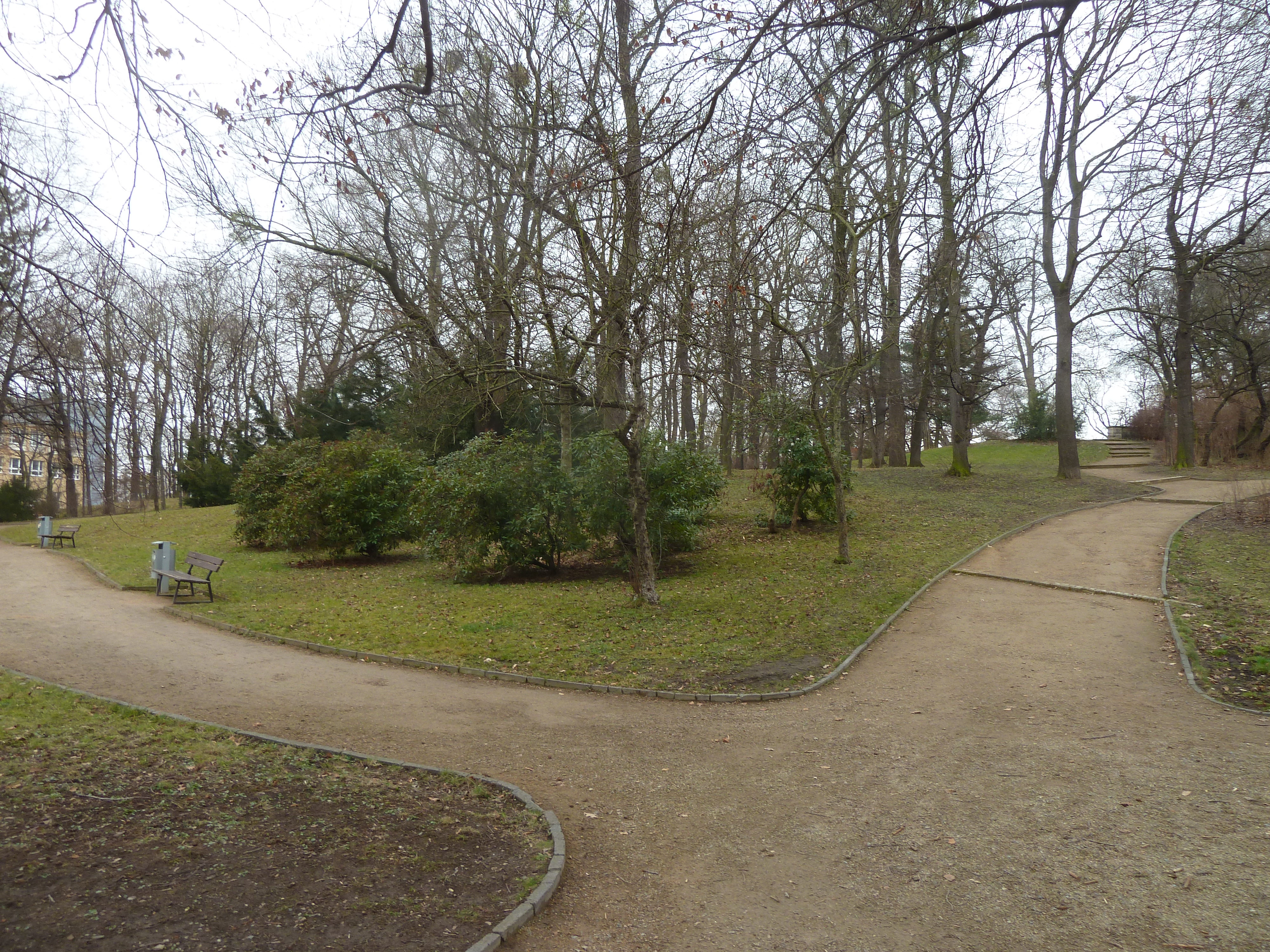
Winterimpression (2015)

Im Beutlerpark wachsen unter anderem mehrere Buchenarten (Amerikanische Buche, Hängebuche), Lindenarten (darunter die Mandschurische Linde), Rosskastanien, Eiben, Aralien sowie ein Trompetenbaum.
An der angrenzenden Straße Am Beutlerpark sowie der nach Süden führenden Max-Liebermann-Straße stehen Silber-Ahorne.